# Chapman (Nebraska)
Chapman es una villa ubicada en el condado de Merrick en el estado estadounidense de Nebraska. En el Censo de 2010 tenía una población de 287 habitantes y una densidad poblacional de 248,46 personas por km².

## Geografía
Chapman se encuentra ubicada en las coordenadas 41°1′24″N 98°9′34″O / 41.02333, -98.15944. Según la Oficina del Censo de los Estados Unidos, Chapman tiene una superficie total de 1.16 km², de la cual 1.16 km² corresponden a tierra firme y (0%) 0 km² es agua.

## Demografía
Según el censo de 2010, había 287 personas residiendo en Chapman. La densidad de población era de 248,46 hab./km². De los 287 habitantes, Chapman estaba compuesto por el 96.86% blancos, el 0.7% eran afroamericanos, el 1.05% eran amerindios, el 0% eran asiáticos, el 0% eran isleños del Pacífico, el 0.35% eran de otras razas y el 1.05% pertenecían a dos o más razas. Del total de la población el 3.48% eran hispanos o latinos de cualquier raza.